# Бо
Вижте пояснителната страница за други значения на Бо.
Бо (на английски: Bo) е вторият по големина град в Сиера Леоне (след столицата Фрийтаун) и най-големият град в южната провинция на страната. Градът е столица на южната провинция и на окръг Бо. Населението е 174 369 души (по данни от 2015 г.). След Фрийтаун, Бо е най-важният образователен, транспортен, търговски и културен център на Сиера Леоне.
Градът е разположен на 225 километра югоизточно от Фрийтаун. Както в почти всички части на Сиера Леоне, езикът Крио е широко говорим в града, въпреки че в училищата и административните сгради се използва официалния език на страната – английски.

## Побратимени градове
- Кенилуърт, Англия